# Max Pezzali

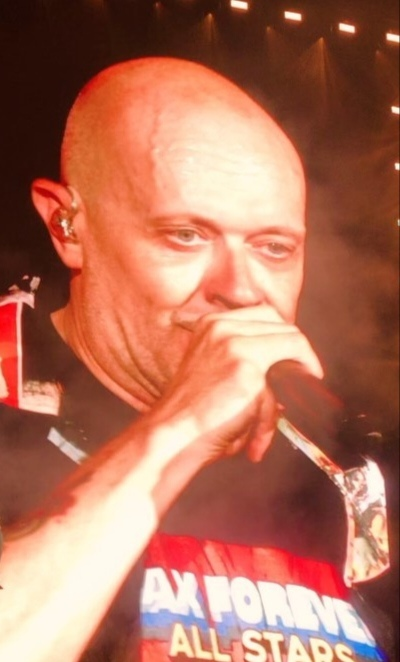
Max Pezzali, 2024

Max Pezzali (* 14. November 1967 in Pavia als Massimo Pezzali) ist ein italienischer Popsänger. Nach Erfolgen mit seiner Band 883 begann er Anfang der 2000er-Jahre eine Solokarriere.

## Karriere
1991 gründete Pezzali mit Mauro Repetto die Band 883. Trotz Repettos frühem Ausstieg war die Band ein großer Erfolg, bis Anfang der 2000er-Jahre gelangen ihr eine Reihe von Nummer-eins-Alben. Mit der Veröffentlichung der Kompilation Love/Life (erstmals unter der Interpretenangabe Max Pezzali / 883) 2002 löste sich Pezzali nach und nach vom Bandnamen und machte als Solointerpret weiter. Erstes Album war 2004 Il mondo insieme a te, das erneut die Chartspitze erreichen konnte.
Nach der Kompilation Tutto Max (2005) erschien 2007 das nächste Album Time Out. Auf diesem waren auch Eros Ramazzotti und Tiziano Ferro zu hören. Die folgende ausgedehnte Tournee zog 2008 ein Livealbum nach sich. Außerdem veröffentlichte Pezzali mit Per prendersi una vita seinen ersten Roman. Nach einer Zusammenarbeit mit der Band Dari 2009 nahm der Sänger mit dem Lied Il mio secondo tempo am Sanremo-Festival 2011 teil, scheiterte jedoch vor dem Finale.
Mit Hanno ucciso l’Uomo Ragno 2012 legte Pezzali 2012 das erfolgreiche 883-Debütalbum neu auf, indem er die Lieder mit einer Reihe von italienischen Rappern neu aufnahm. Auch auf Max 20 präsentierte er 2013 wieder 14 alte Lieder als neu aufgenommene Duette und zudem fünf neue Titel. Erste Single des Albums war L’universo tranne noi. 2014 erschien mit Astronave Max ein neues Album, dem die Single È venerdì voranging. 2016 trat Pezzali als Juror bei der Castingshow The Voice of Italy in Erscheinung.
2017 veröffentlichte er das Album Le canzoni alla radio, außerdem kündigte er ein gemeinsames Projekt mit Nek und Francesco Renga an. Das gemeinsame Album der drei Musiker erschien 2018 unter dem Titel Max Nek Renga – Il disco.

## Diskografie

### Alben
| Jahr | Titel                                           | Höchstplatzierung, Gesamtwochen, AuszeichnungChartplatzierungen (Jahr, Titel, Platzierungen, Wochen, Auszeichnungen, Anmerkungen) | Höchstplatzierung, Gesamtwochen, AuszeichnungChartplatzierungen (Jahr, Titel, Platzierungen, Wochen, Auszeichnungen, Anmerkungen) | Anmerkungen                                                                                |
| Jahr | Titel                                           | IT | CH | Anmerkungen                                                                                |
| ---- | ----------------------------------------------- | --- | --- | ------------------------------------------------------------------------------------------ |
| 2002 | Love/Life: l’amore e la vita al tempo degli 883 | IT6 (22 Wo.)IT | — | Kompilation als Max Pezzali / 883                                                          |
| 2004 | Il mondo insieme a te                           | IT1 (47 Wo.)IT | CH81 (5 Wo.)CH | als Max Pezzali / 883                                                                      |
| 2005 | TuttoMax                                        | IT1 ×2Doppelplatin (2024) · (184 Wo.)IT                                                                                           | CH63 (12 Wo.)CH | Erstveröffentlichung: 10. Juni 2005 Kompilation Verkäufe: + 100.000; als Max Pezzali / 883 |
| 2007 | Time Out                                        | IT1 (34 Wo.)IT | — | Erstveröffentlichung: 25. Mai 2007                                                         |
| 2008 | Max Live 2008                                   | IT5 (26 Wo.)IT | — | Erstveröffentlichung: 23. Mai 2008 Livealbum                                               |
| 2011 | Terraferma                                      | IT4 Gold · (29 Wo.)IT | CH88 (1 Wo.)CH | Erstveröffentlichung: 16. Februar 2011 Verkäufe: + 30.000                                  |
| 2012 | Hanno ucciso l’Uomo Ragno 2012                  | IT1 Platin · (22 Wo.)IT | — | Erstveröffentlichung: 12. Juni 2012 Verkäufe: + 70.000; als Max Pezzali / 883              |
| 2013 | Max 20                                          | IT1 ×2Doppelplatin · (80 Wo.)IT                                                                                                   | CH57 (3 Wo.)CH | Erstveröffentlichung: 4. Juni 2013 Verkäufe: + 100.000                                     |
| 2015 | Astronave Max                                   | IT2 Gold · (52 Wo.)IT | CH49 (1 Wo.)CH | Erstveröffentlichung: 1. Juni 2015 Verkäufe: + 25.000                                      |
| 2017 | Le canzoni alla radio                           | IT3 Gold · (13 Wo.)IT | — | Erstveröffentlichung: 17. November 2017 Verkäufe: + 25.000                                 |
| 2018 | Max Nek Renga – Il disco                        | IT3 Gold · (21 Wo.)IT | — | Erstveröffentlichung: 9. März 2028 Verkäufe: + 25.000; mit Nek & Francesco Renga           |
| 2020 | Qualcosa di nuovo                               | IT3 (8 Wo.)IT | — | Erstveröffentlichung: 30. Oktober 2020                                                     |
| 2024 | Max Forever Vol. 1                              | IT11 (… Wo.)IT | — | Erstveröffentlichung: 13. Dezember 2024                                                    |

### Singles
| Jahr | Titel Album                                              | Höchstplatzierung, Gesamtwochen, AuszeichnungChartsChartplatzierungen (Jahr, Titel, Album, Platzierungen, Wochen, Auszeichnungen, Anmerkungen) | Anmerkungen                                                       |
| Jahr | Titel Album                                              | IT | Anmerkungen                                                       |
| --- | -------------------------------------------------------- | --- | ----------------------------------------------------------------- |
| 2004 | Lo strano percorso Il mondo insieme a te                 | IT4 Gold (2019) · (19 Wo.)IT | Erstveröffentlichung: 18. Mai 2004 Verkäufe: + 25.000             |
| 2005 | Me la caverò Il mondo insieme a te                       | IT11 (16 Wo.)IT | Erstveröffentlichung: 27. August 2005                             |
| 2005 | Eccoti TuttoMax                                          | IT82 Platin · (1 Wo.)IT | Verkäufe: + 50.000; Charteinstieg erst 2014                       |
| 2007 | Torno subito Time Out                                    | IT4 (24 Wo.)IT | Erstveröffentlichung: 25. Mai 2007                                |
| 2008 | Sei fantastica Time Out                                  | IT47 Gold · (1 Wo.)IT | Erstveröffentlichung: 7. September 2007 Verkäufe: + 50.000        |
| 2008 | Mezzo pieno o mezzo vuoto Max Live 2008                  | IT15 (10 Wo.)IT | Erstveröffentlichung: 2. Mai 2008                                 |
| 2011 | Il mio secondo tempo Terraferma                          | IT13 (12 Wo.)IT | Erstveröffentlichung: 16. Februar 2011                            |
| 2012 | Sempre noi Hanno ucciso l’Uomo Ragno 2012                | IT20 Gold · (15 Wo.)IT | Erstveröffentlichung: 25. Mai 2012 Verkäufe: + 15.000; feat. J-Ax |
| 2013 | L’universo tranne noi Max 20                             | IT6 ×2Doppelplatin · (28 Wo.)IT | Erstveröffentlichung: 10. Mai 2013 Verkäufe: + 100.000            |
| 2013 | Ragazzo inadeguato Max 20                                | IT78 (6 Wo.)IT | Erstveröffentlichung: 20. September 2013                          |
| 2014 | I cowboy non mollano Max 20                              | IT61 (5 Wo.)IT | Erstveröffentlichung: 10. Januar 2014                             |
| 2014 | Natale con Deejay –                                      | IT28 (2 Wo.)IT | Erstveröffentlichung: 1. Dezember 2014                            |
| 2015 | È venerdì Astronave Max                                  | IT62 (3 Wo.)IT | Erstveröffentlichung: 24. April 2015                              |
| 2015 | Sopravviverai Astronave Max                              | IT100 (1 Wo.)IT | Erstveröffentlichung: 29. Mai 2015                                |
| 2016 | Due anime Astronave Max (New Mission 2016)               | IT68 (3 Wo.)IT | Erstveröffentlichung: 29. April 2016                              |
| Folgende Lieder erschienen nicht als Single, wurden aber durch das Album zum Download und Streaming bereitgestellt und konnten somit eine Platzierung erlangen: |                                                          | |                                                                   |
| |                                                          | |                                                                   |
| 2012 | Hanno ucciso l’Uomo Ragno Hanno ucciso l’Uomo Ragno 2012 | IT67 (5 Wo.)IT | feat. Dargen D’Amico                                              |
| 2012 | Con un deca Hanno ucciso l’Uomo Ragno 2012               | IT80 Platin · (1 Wo.)IT | Verkäufe: + 100.000; feat. Club Dogo                              |

Weitere Singles
- 2008: Ritornerò
- 2011: Credi
- 2011: Quello che comunemente noi chiamiamo amore
- 2017: Le canzoni alla radio
- 2017: Duri da battere
- 2018: Un’estate ci salverà
- 2018: Strada facendo
- 2019: Welcome to Miami (South Beach)
- 2019: In questa città
- 2020: Sembro matto
- 2020: Qualcosa di nuovo

### Gastbeiträge
| Jahr | Titel Album                 | Höchstplatzierung, Gesamtwochen, AuszeichnungChartsChartplatzierungen (Jahr, Titel, Album, Platzierungen, Wochen, Auszeichnungen, Anmerkungen) | Anmerkungen                                                                                           |
| Jahr | Titel Album                 | IT | Anmerkungen                                                                                           |
| --- | --------------------------- | --- | --- |
| 2020 | La mia hit ReAle            | IT22 Platin · (14 Wo.)IT | Erstveröffentlichung: 10. Januar 2020 Verkäufe: + 70.000; J-Ax feat. Max Pezzali                      |
| 2025 | Bottiglie vuote Hello World | IT4 Gold · (… Wo.)IT | Erstveröffentlichung: 11. April 2025 Verkäufe: + 100.000; Pinguini Tattici Nucleari feat. Max Pezzali |
| Folgende Lieder erschienen nicht als Single, wurden aber durch das Album zum Download und Streaming bereitgestellt und konnten somit eine Platzierung erlangen: |                             | | |
| |                             | | |
| 2016 | Traccia numero 3 0+         | IT71 (1 Wo.)IT | Benji & Fede feat. Max Pezzali                                                                        |

## Bibliografie
- Max Pezzali: Stessa storia, stesso posto, stesso bar. Hrsg.: Giovanni Arduino, Mauro Zola. Mondadori, 1998, ISBN 88-04-46449-6.
- Max Pezzali: Per prendersi una vita. Baldini&Castoldi, 2008, ISBN 978-88-6073-337-5.
- Max Pezzali: I cowboy non mollano mai – La mia storia. Hrsg.: Alberto Piccinini, Giovanni Robertini. ISBN Edizioni, 2013, ISBN 978-88-7638-497-4.

## Belege
1. ↑  Chartquellen (Alben):
  - Guido Racca & Chartitalia: Top 100 FIMI Album. Lulu, 2013, S. 152; 65 (IT 1995–2012).
  - Alben von Max Pezzali. In: Italiancharts.com. Hung Medien, abgerufen am 4. April 2018 (IT seit 2013).
  - Alben von Max Pezzali. In: Hitparade.ch. Hung Medien, abgerufen am 12. Juli 2021 (CH).
2. 1 2 3 4 5 6 7 8 9 10 11 12 13 14 15  Certificazioni, Max Pezzali. FIMI, abgerufen am 23. Juni 2025 (italienisch).
3. 1 2  Chartquellen (Singles):
  - Guido Racca & Chartitalia: Top 100 FIMI Singoli. Lulu, 2013, S. 133.
  - Archivio classifiche Top Digital. FIMI, abgerufen am 23. Juni 2025 (italienisch).

| Personendaten    | Personendaten           |
| ---------------- | ----------------------- |
| NAME             | Pezzali, Max            |
| KURZBESCHREIBUNG | italienischer Popsänger |
| GEBURTSDATUM     | 14. November 1967       |
| GEBURTSORT       | Pavia                   |